# اختبار خطي سريع
الاختبار الخطي عند الطلب، ويُشار إليه اختصارًا بـ LOFT، هو أسلوب لتقديم الامتحانات التعليمية أو المهنية. من بين الأساليب المنافسة له، هناك الاختبار الخطي الثابت التقليدي والاختبار التكيفي المحوسب. يُعد LOFT حلاً وسطًا بين هذين الأسلوبين، حيث يسعى إلى الحفاظ على تكافؤ مجموعات الأسئلة التي يتلقاها كل ممتحن (كما هو الحال في النماذج الثابتة)، مع تقليل تكرار الأسئلة وتعزيز أمان الامتحان.
في أسلوب النموذج الثابت، الذي يعرفه معظم الناس، تقوم جهة الامتحان بإعداد مجموعة أو عدة مجموعات ثابتة من الأسئلة يتم تقديمها كما هي. على سبيل المثال، إذا كان الامتحان يحتوي على 100 سؤال، وأرادت الجهة المسؤولة إعداد نموذجين، فسيتم نشر نموذجين يحتوي كل منهما على 100 سؤال، على أن تتكرر بعض الأسئلة بينهما لضمان إمكانية المعادلة الإحصائية بين النموذجين. يحصل كل ممتحن على أحد هذين النموذجين عند أداء الامتحان.
ولكن، إذا كان الامتحان عالي الإقبال (أي يتقدّم له عدد كبير من الممتحنين)، فقد يتعرض أمان الامتحان للخطر، إذ قد تنتشر العديد من الأسئلة بين الممتحنين. وللتغلب على ذلك، يتطلب الأمر إعداد مزيد من النماذج؛ فلو تم إعداد ثمانية نماذج مثلاً، فإن عدد الأشخاص الذين يرون كل سؤال سيتناقص.
أما LOFT، فيأخذ هذا المبدأ إلى أقصى حد، حيث يسعى إلى إنشاء امتحان فريد لكل ممتحن ضمن الضوابط المحددة مسبقًا في نظام الاختبار. وبدلاً من نشر مجموعة ثابتة من الأسئلة، يتم إرسال بنك كبير من الأسئلة إلى الحاسوب الذي يستخدمه الممتحن، بالإضافة إلى برنامج حاسوبي يختار الأسئلة بشكل شبه عشوائي، بحيث يحصل كل ممتحن على امتحان متكافئ من حيث المحتوى والخصائص الإحصائية، رغم أن الأسئلة نفسها تختلف من شخص لآخر. وغالبًا ما يتم تنفيذ ذلك بالاعتماد على نظرية الاستجابة للبند (Item Response Theory).